# Punteggiatura
La punteggiatura (o interpunzione) è un sottosistema di segni barre utilizzate nell'ortografia, che comprende un insieme di segni (detti segni interpuntivi) che servono a separare o a evidenziare parole, gruppi di parole, sintagmi e frasi; con il punto si termina il periodo oppure, come avviene in certa prosa giornalistica, si frammenta. Variabile da una lingua all'altra, l'utilizzo della punteggiatura è determinato in parte dalle regole specifiche di ciascuna lingua (ancora non completamente codificate in italiano) e in parte dalle convinzioni dello scrittore.

## Storia
I primi esempi di segni che indicano pause nel discorso compaiono nella stele di Mesha dei Moabiti (IX sec. a.C.). Con lo stesso scopo i Greci usavano punti variamente disposti (spesso uno sopra l'altro, come l'attuale due punti) e così pure i Romani, che introdussero la virgola (dal latino virgula, "piccola verga"). Tuttavia furono soprattutto gli amanuensi medievali a farne uso e a idearne di nuovi. Per esempio il punto esclamativo, che deriva dal latino io ("evviva"), posta alla fine della frase per indicare gioia o sorpresa. Col tempo "i" si spostò sopra "o", poi "o" diventò un punto e "i" diventò la parte superiore del segno esclamativo. Sorte simile ebbero "q" ed "o" di quaestio ("domanda"), posta al termine delle frasi interrogative: "q" si spostò sopra "o", "o" divenne un punto e "q" si trasformò nella parte superiore del punto interrogativo. Gli antichi Greci usavano il punto e virgola come punto interrogativo e tuttora, in greco moderno, il punto interrogativo è rappresentato da un punto e virgola.

Segni che mostrano le parentesi tonde, quadre, angolate, graffe e uncinate

Nel corso dei secoli vi è stata un'intensa attività di elaborazione per l'uso "corretto" della punteggiatura e una serie di discussioni più o meno vivaci a seconda dei periodi storici, soprattutto in relazione all'uniformità e alla stabilità delle sue "regole". Non va tuttavia dimenticato che un determinato uso della punteggiatura, se non addirittura la sua eliminazione, può rappresentare la "cifra stilistica" di alcuni autori. Sull'odierna tendenza a un impiego ridotto dei segni d'interpunzione, può essere utile ricordare l'affermazione (tuttora valida) di Francesco Flora, secondo il quale «i moderni tendono con ragione a diradare i troppi segni di interpunzione. Ma sono anche capaci di abolirli affatto, talvolta per eccesso di raffinatezza, talvolta per manifesta ignoranza».

## Tipi
Nella lingua italiana, i segni di punteggiatura sono i seguenti:
- il punto «.»
- la virgola «,»
- il punto e virgola «;»
- i due punti «:»
- il punto esclamativo «!»
- il punto interrogativo «?»
- i puntini di sospensione «...»
- l'asterisco «*»Segno della barra obliqua oppure "Slash"

Segno della barra obliqua oppure "Slash"

- le virgolette «caporali «...», o dritte "...", o inglesi “...”»
- la barra obliqua «/»
- le parentesi «( )»
- le lineette «–»

Questi segni esistono nelle principali lingue indoeuropee. Tuttavia, sono ravvisabili alcune eccezioni; ad es. per la lingua spagnola: mentre in altre lingue occidentali una frase interrogativa o esclamativa finisce soltanto con «?» o «!», in spagnolo queste vengono racchiuse tra «¿» e «?» e tra «¡» e «!»; in greco, infine, l'interrogazione si esprime con un segno d'interpunzione simile al punto e virgola, detto Ερωτηματικό (erōtēmatikó).

## Pause
Alcuni segni rappresentano pause. Nelle lingue neolatine, questi sono il punto, la virgola, il punto e virgola e i due punti. Le lingue non neolatine possono usare altri segni: ad esempio nell'alfabeto armeno la pausa alla fine di un periodo si indica con il segno ։ detto վերջակետ, verdjaket simile graficamente ai due punti latini; altre come la lingua thai non utilizzano pause perché le parole sono scritte senza la spaziatura che nella lingua thai si usa invece solo alla fine del periodo. In dottrina il punto viene considerata una pausa forte e chiusa mentre la virgola una pausa debole e aperta. Sul punto e virgola e sui due punti le teorie non sono concordanti. Secondo l'Enciclopedia dell'italiano Treccani sono pause intermedie.

## Altre lingue
Altre lingue europee usano la stessa punteggiatura dell'italiano: la somiglianza è così forte che le poche variazioni possono confondere un lettore nativo italiano. Le virgolette sono particolarmente variabili tra le lingue europee. Per esempio, in francese e in russo, le virgolette appaiono come « testo » (in francese le virgolette, dette guillemets, richiedono uno spazio non interrotto che le separi dal testo; in russo no).
- Nel francese di Francia, i segni "doppi" (: ; ? e !) sono sempre preceduti da un sottile spazio non spezzato. In Canada, questo è solo il caso di :.
- In greco, il punto interrogativo è scritto come il punto e virgola italiano, mentre le funzioni dei due punti e del punto e virgola sono svolte da un punto in rilievo ⟨-⟩, noto come ano teleia (άνω τελεία).
- In georgiano, tre punti, ⟨჻⟩, erano anticamente usati come divisori di frase o di paragrafo.
- Lo spagnolo, il catalano, l'asturiano e tutte lingue romanze usate in Spagna usano un punto interrogativo rovesciato ⟨¿⟩ all'inizio di una domanda e il punto interrogativo normale alla fine, così come un punto esclamativo rovesciato ⟨¡⟩ all'inizio di un'esclamazione e il punto esclamativo normale alla fine.
- L'armeno usa diversi segni di punteggiatura propri. Il punto fermo è rappresentato da un due punti e viceversa; il punto esclamativo è rappresentato da una diagonale simile a una tilde ⟨~⟩, mentre il punto interrogativo ⟨՞⟩ assomiglia a un cerchio non chiuso posto dopo l'ultima vocale della parola.
- L'arabo, l'urdu e il persiano - scritti da destra a sinistra - usano un punto interrogativo invertito: ⟨؟⟩, e una virgola rovesciata: ⟨،⟩. Questa è un'innovazione moderna; l'arabo premoderno non usava la punteggiatura. L'ebraico, che è anche scritto da destra a sinistra, usa gli stessi caratteri dell'inglese, ⟨,⟩ e ⟨?⟩.
- In origine, il sanscrito non aveva punteggiatura. Nel XVII secolo, il sanscrito e il marathi, entrambi scritti usando il Devanagari, iniziarono ad usare la barra verticale ⟨।⟩ per terminare una riga di prosa e le doppie barre verticali ⟨॥⟩ nei versi.
- La punteggiatura non era usata nella scrittura cinese, giapponese e coreana fino all'adozione della punteggiatura dall'Occidente tra la fine del XIX e l'inizio del XX secolo. Nei testi non punteggiati, la struttura grammaticale delle frasi nella scrittura classica è dedotta dal contesto. La maggior parte dei segni di punteggiatura nella moderna scrittura cinese, giapponese e coreana hanno funzioni simili alle loro controparti inglesi; tuttavia, spesso hanno un aspetto diverso e hanno diverse regole abituali.
- Nel subcontinente indiano, ⟨:-⟩ è talvolta usato al posto dei due punti o dopo un sottotitolo. La sua origine non è chiara, ma potrebbe essere un residuo del Raj britannico. Un'altra punteggiatura comune nel subcontinente indiano per scrivere importi monetari è l'uso di ⟨/-⟩ o ⟨/=⟩ dopo il numero. Per esempio, Rs. 20/- o Rs. 20/= implica 20 rupie intere.
- Nel tailandese, khmer, lao e birmano non hanno usato la punteggiatura fino all'adozione della punteggiatura dall'Occidente nel XX secolo. Gli spazi vuoti sono più frequenti dei punti e delle virgole.

## Segni di punteggiatura inediti

### Punto esclarrogativo
Nel 1962, il pubblicitario americano Martin K. Speckter propose il punto esclarrogativo (in inglese: interrobang) (‽), una combinazione del punto interrogativo e del punto esclamativo, per contrassegnare le domande retoriche o le domande dichiarate con un tono di incredulità. Anche se il nuovo segno di punteggiatura fu ampiamente discusso negli anni '60, non riuscì ad ottenere un uso diffuso.

### Plumons l'Oiseau
Plumons l'Oiseau è un libro del francese Hervé Bazin, dove propose una serie di sei segni di punteggiatura innovativi:
- il "punto d'ironia" (in francese: point d'ironie):
- il "punto d'amore" (in francese: point d'amour):
- il "punto di convinzione" (in francese: point de conviction):
- il "punto d'autorità" (in francese: point d'autorité):
- il "punto d'acclamazione" (in francese: point d'acclamation):
- il "punto di dubbio" (in francese: point de doute):

### "Virgola esclamativa", "virgola interrogativa"

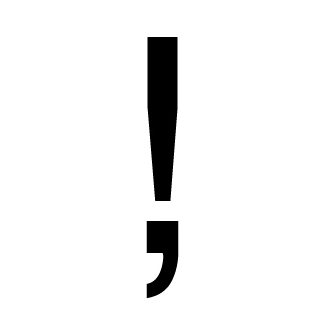
Una virgola esclamativa

Una domanda di brevetto internazionale è stata depositata, e rilasciata nel 1992 con il numero WO9219458 della Organizzazione Mondiale per la Proprietà Intellettuale (OMPI), per due nuovi segni di punteggiatura: la "virgola esclamativa" e la "virgola interrogativa". La virgola interrogativa ha una virgola al posto del punto alla base di un punto interrogativo, mentre la virgola esclamativa ha una virgola al posto del punto alla base di un punto esclamativo. Questi erano destinati all'uso come punti interrogativi ed esclamativi all'interno di una frase, una funzione per la quale possono essere usati anche i normali punti interrogativi ed esclamativi, ma che può essere considerata obsoleta. La domanda di brevetto è entrata nella fase nazionale solo in Canada. Fu pubblicizzata come decaduta in Australia il 27 gennaio 1994 e in Canada il 6 novembre 1995.